# Reinhard Schlieker
Reinhard Schlieker (* 17. Mai 1957 in Kassel) ist ein deutscher Fernsehjournalist und Moderator.

## Leben
Schlieker studierte Wirtschaftsgeschichte und Germanistik in Heidelberg und Frankfurt sowie anschließend in Mainz Publizistikwissenschaft mit Abschluss Magister Artium (M.A.). Ab 1984 arbeitete er als Freier Journalist für verschiedene Tageszeitungen und den Südwestfunk. 1988 wechselte er zum deutsch-britisch-schweizerischen European Business Channel (EBC) mit Sitz in Zürich, für den er zeitweise auch als Korrespondent aus Paris und London berichtete. Im Herbst 1990 verfolgte er die Deutsche Einheit als Reporter für RIAS TV in Berlin.
1991 wechselte er zum ZDF, wo er in die Redaktion des heute-journal eintrat. Berichte aus Kroatien und Bosnien über den Krieg im ehemaligen Jugoslawien. Schwerpunkte seiner Fernsehbeiträge waren die Euro-Einführung, die Börsenentwicklung rund um den Neuen Markt der Deutschen Börse sowie die allgemeine Wirtschaftsberichterstattung. 2007 wechselte er in die Finanzredaktion des ZDF mit Livemoderationen von der Frankfurter Börse in Nachrichtensendungen. Während der Finanzkrise ab Herbst 2008 arbeitete er zeitweise im Team des ZDF-Studios New York und 2010 des ZDF-Studios Washington mit.
Schlieker ist zudem Kolumnist von The European, des elektronischen Finanzmagazins Börse am Sonntag und war zeitweise Gastautor bei der Achse des Guten. Von 2020 bis 2021 übernahm er die Chefredaktion der Börse am Sonntag, seit Januar 2022 ist er dort Editor-at-Large.

## Mitgliedschaften und Funktionen
Schlieker ist Vorstandsmitglied des Presseclubs Wiesbaden sowie Kuratoriumsmitglied der Friedrich und Isabel Vogel-Stiftung für Wirtschaftsjournalismus.

## Publikationen
- 1990: Nur das vorläufige Ende eines Medienexperiments? Der „European Business Channel“ – Rückblick und Ausblick auf das per Satellit und Kabel verbreitete Frühstücksfernsehen. In: Frankfurter Rundschau, 25. Juli 1990
- 2002: Zwischen Reibach und Ruin. Aus dem Tagebuch eines Börsenreporters. FinanzBuch Verlag, München, ISBN 978-3-89879-017-8.